# Andy Warhol – Frankenstein
Az Andy Warhol – Frankenstein (eredeti cím: Flesh for Frankenstein / Carne per Frankenstein / De la chair pour Frankenstein) 1973-ban készült amerikai–olasz–francia erotikus horrorfilm. Paul Morrissey alkotását Olaszországban forgatták, részben a  Cinecittà műtermeiben, olasz szakemberek közreműködésével. Lényegében ezzel párhuzamosan, részben azonos szereposztással készült Morrissey másik filmje, az Andy Warhol – Drakula (1974) is. Az eredeti elképzelések szerint mindkét mű térhatású lett volna, ám végül csak az Andy Warhol – Frankenstein készült el háromdimenziós verzióban is. (Azóta azonban a kétdimenziós változat terjedt el, bár az 1990-es években Magyarországon is a térhatású verziót mutatták be.) A kritikai fogadtatás zömmel kedvezőtlen volt, Morrissey vállalkozását – melyhez Andy Warhol csak a nevét adta, de ténylegesen nem vett részt a filmek elkészítésében – a hatásvadász horror és a közönségcsalogató erotika ízléstelen párosításaként értékelték. Sokan máig úgy tartják, hogy az áldokumentarista játékfilmjeivel (Flesh, Trash, Heat) ismertté vált Morrissey két rémfilmje indította el az olasz filmgyártásban azt a hullámot, amely az 1970-es évek második felében az erőszak és a szexualitás ötvözésével számos kétes értékű alkotást eredményezett.

## A cselekmény
|  | Alább a cselekmény részletei következnek! |

Készül az új ember (Arno Juerging és Udo Kier)

A XIX. századi Szerbiában járunk. Egy hatalmas várkastély egyik, laboratóriumnak tűnő helyiségében két gyermek játszadozik, egy fiú és egy lány. Előbb felboncolnak, majd lefejeznek egy játékbabát. Később édesanyjukkal, Katrin Frankenstein bárónővel látjuk őket egy hintóban. A bárónő megállítja a hintót, hogy leszidjon három munkást az út mentén, akik szerinte elhanyagolják a kötelességeiket. Közben bent a kastélyban Frankenstein báró és segédje, Otto beszélgetnek. A báró elismeri, hogy segédje, akit hébe-hóba keményen megszid, valójában nagy segítség a számára. A két férfi titkos emberkísérleteket folytat, a tökéletes párt szeretnék megalkotni az Otto által hozott testrészekből, majd életre kelteni a teremtményeket. A női kreatúra tulajdonképpen már készen van, a férfihoz azonban még hiányzik a megfelelő fej. Elhatározzák, hogy a közeli faluban keresnek egy olyan férfit, akinek a fejét felhasználhatják. Mivel a teremtményeket szaporítani szeretnék, a legkézenfekvőbb megoldás a bordély potens kuncsaftjai közül kiválasztani valakit. Vacsora közben a báró és a bárónő számos témát megvitatnak, köztük a gyerekek nevelésének kérdését.
Következő nap a birtok két alkalmazottja, Nicholas és Sacha arról beszélgetnek, hogy Sacha pap szeretne lenni. Nicholas azzal próbálja eltéríteni szándékától a barátját, hogy elhívja magával a helyi bordélyházba. Aznap este sor kerül a kiruccanásra, ám Sacha nem sok érdeklődést tanúsít a mindenre kapható örömlányok iránt. Ábrándozásainak tárgya mintha inkább Nicholas lenne, aki vele ellentétben féktelen mulatozást csap a lenge hölgyek között. Az ábrándozó Sacha kimegy egy kis friss levegőt szívni a ház elé. Sejtelme sincs arról, hogy a közelben lesben áll Frankenstein báró és Otto. A báró úgy véli, Sacha pontosan megfelel a tökéletes emberről alkotott elképzeléseinek…

## Így készült a film

### Az előzmények
1971-ben mutatták be Roman Polański Macbeth című meglepően véres Shakespeare-adaptációját, amely jelentős szakmai és közönségsiker volt. Andrew Braunsberg producer úgy gondolta, érdemes lenne ezen a vonalon továbbhaladni, és felajánlotta Polanskinak, hogy készítse el a Frankenstein-sztori új változatát. Felkérte Paul Morrissey-t, hogy művészeti tanácsadóként működjön közre a tervezett produkcióban. Polanski egy idő után kiszállt a vállalkozásból, mert a Micsoda? (1973) és a Kínai negyed (1974) című filmtervek kötötték le a figyelmét és az energiáit. A lengyel rendező távozása után Morrissey-re hárult a rendezés feladata. A projektbe beszállt Carlo Ponti is, aki azonban aggodalmát fejezte ki Morrissey személyével kapcsolatban. Nem volt számára elegendő biztosíték az sem, hogy Morrissey felajánlotta részesedése egy részét a híres Andy Warholnak (aki jó barátja volt), hogy adja nevét a készülő filmhez. Ponti természetesen elismerte Warhol és Morrissey művészi nagyságát, de az volt a véleménye, hogy mivel addig mindketten kizárólag szűkebb érdeklődésre számot tartó underground-filmeket készítettek, szükség van a hagyományos filmkészítésben járatosabb kollégák közreműködésére. Már csak azért is, mert a producer a 800 ezer dolláros költségvetésből nem is egy, hanem rögtön két filmet akart legyártatni, ráadásul mindkettőt térhatásban. Ebben a filmtechnikai eljárásban pedig Morrissey-nek valóban nem volt semmilyen tapasztalata. Ponti ezért szerződtette az Anthony M. Dawson néven is dolgozó olasz filmrendezőt, Antonio Margheritit, akinek már volt némi gyakorlata a térhatású filmek készítésében.

### A forgatókönyv
A korábbi Warhol–Morrissey-filmek improvizatív módszerrel készültek, ami különösen aggasztotta Pontit. A takarékos producer ugyanis szerette előre tudni, hogy mire adja ki a pénzét, részletes forgatókönyv nélkül viszont szinte biztosra lehetett venni a többletkiadásokat. A forgatókönyv első változatát Tonino Guerra írta, aki pályája során olyan elismert művészekkel dolgozott együtt, mint Michelangelo Antonioni, Vittorio De Sica és a Taviani fivérek. Guerra eredetileg még Polanski számára írta a szkriptet, melyet Morrissey Pat Hackett közreműködésével a saját elképzelései szerint átformált. Guerra elképzelése az volt, hogy a horrorsztorin keresztül azokat a társadalmi viszonyokat állítja pellengérre, melyek az első világháború, később pedig a fasizmus szörnyűségeihez vezettek. Különösen Frankenstein báró személyét és a tökéletes emberpár megalkotására irányuló kísérleteket nem nehéz idevágó történelmi példákkal behelyettesíteni. Ebből a megközelítésből némileg érthető az az igencsak egyoldalúnak mondható kép, melyet a film a többi emberről fest, lényegében az alkohol és a szex foglyainak ábrázolva őket. Az őrült ideológiák mögött ugyanis sajnos gyakran megtalálható a tömegek közönye, ami akaratlanul elősegíti bizonyos eszmék és személyek előtérbe kerülését. Bármennyire szerette volna Ponti elkerülni, a forgatás végül számos improvizációval, az általa megkívánt kidolgozott forgatókönyv nélkül zajlott. A költségvetés túllépése és egyéb problémák miatt az Andy Warhol – Drakula esetében a producer már ragaszkodott a részletes forgatókönyvhöz, viszont lemondott a térhatásról.

### A színészek
Mivel a producerek által biztosított költségvetés alacsony volt, és leginkább a térhatást szánták mindkét film vonzerejének, Morrissey-nek nem volt lehetősége arra, hogy nagy neveket szerződtessen a filmhez. Joe Dallesandro lényegében a saját felfedezettje volt, a Warhol–Morrisey-filmek szupersztárja, aki úgy vált világhírűvé, hogy akkoriban még csak periférikusnak mondható filmekben szerepelt. Gázsija éppen ezért megfizethető volt, ráadásul Dallesandrót vonzotta a lehetőség, hogy Európában forgasson, mivel abban az időszakban szeretett volna kikerülni Andy Warhol árnyékából, és önállóan megállni a lábán. Udo Kier főleg Fassbinder filmjeinek köszönhetően vált ismertté. Pályafutása során szívesen működött közre kevésbé ismert, ám tehetséges művészek kísérletinek mondható munkáiban. (Többször dolgozott például Bódy Gáborral is.) A szereplőgárdából a szexis Dalila Di Lazzaro futott még be számottevőnek mondható karriert, rossz nyelvek szerint nem annyira tehetsége miatt, hanem inkább azért, mert felkeltette Alain Delon érdeklődését, akivel játszott is egy bűnügyi filmben (3 felesleges ember, 1980). A szereplők közül Dallesandro, Kier és Arno Juerging szerepeltek az Andy Warhol – Drakulában is. Eredetileg egyébként arról volt szó, hogy a Frankenstein-film Sachája, Srdjan Zelenovic fogja játszani Drakulát. Zelenovicnak azonban problémái támadtak a vízumával, és vissza kellett térnie Jugoszláviába, így Udo Kier kapta a vérszívó vámpír szerepét is.

### Ki a rendező?
Az Andy Warhol – Frankenstein kapcsán visszatérő kérdésként merül fel, hogy ki is rendezte tulajdonképpen a filmet. Mint arról szó volt korábban, Ponti Antonio Margheritit szerződtette a térhatású jelenetek felvételéhez. A helyzetet bonyolította, hogy Ponti akkoriban Franciaországban élt, sőt francia állampolgár volt, és költségei csökkentésére számos forgalmazási kiskaput keresett és talált. Ezek egyike volt, hogy a filmet Olaszországban kizárólag olasz produkcióként mutatta be, noha a stábnak számos külföldi tagja volt. Európában viszont néhol olasz–francia, máshol olasz–francia–nyugatnémet koprodukcióként forgalmazták a filmet. Ezekben a változatokban rendezőként Margheritit tüntették fel (szokásos álneve, az Anthony M. Dawson alatt), Morrissey mint „supervising producer” vagy „supervising director” szerepelt a stáblistán. (Részben az Andy Warhol – Frankenstein körüli ügyeskedések miatt az olasz hatóságok megpróbálták adócsalással megvádolni Pontit.)  Ugyanakkor az Egyesült Államokban és a Távol-Keleten a filmet Andy Warholnak tulajdonították, ami Warhol és Morrissey között számos vitát eredményezett, és később munkakapcsolatuk megszakadásához vezetett.

Kísérletező gyerekek (Nicoletta Elmi és Marco Liofredi)

Margheritit Ponti állítólag társrendezőként szerződtette, hogy felügyelje a trükkfelvételeket, illetve a térhatású jelenetek forgatását. A jelenetek zökkenőmentes összekötésére Margheriti a forgatás befejezése után még két képsort felvett a két gyerekszereplővel: az egyik mindjárt a nyitójelenet, a másik pedig az az epizód, melyben a gyerekeket denevérek támadják meg. Margheriti számára kínos volt a film kapcsán támadt vita, különösen Morrissey nyilatkozatai, melyekben az amerikai rendező lényegében azt állította, hogy olasz kollégája igazából semmilyen, rendezésnek mondható ténykedéssel nem járult hozzá az Andy Warhol – Frankenstein megszületéséhez. (Állítását a főszereplő Udo Kier is megerősítette.) Margheriti egyébként interjúiban elismerte, hogy a film valóban Morrissey alkotása, ám azt természetesen cáfolta, hogy neki semmi köze nem lett volna az egészhez. Valószínű, hogy a vita hátterében forgalmazási szempontok álltak: Európában jobb ötletnek tűnt a kontinens horrorrajongói körében ismertebb Anthony M. Dawson neve alatt forgalmazni a filmet (főleg az olasz adótörvények miatt!), míg máshol inkább a Warhol–Morrissey párosításnak volt nagyobb reklámértéke.
A forgalmazási szempontoktól elvonatkoztatva, kizárólag a film stílusát figyelve azonban egyértelmű, hogy a mű alapvetően Morrissey keze nyomát viseli magán, bár néhány jelenetben hozzáértő szemek Margheriti vizuális stílusát figyelték meg. Az egész film ironikus hangvétele sokkal inkább Morrissey művészi látásmódját jellemzi, semmint Margheritiét. Számos jelenetben megfigyelhető a Morrissey-re jellemző improvizatív filmkészítési módszer, ami egyébként a kritikusok szerint megmagyarázza számos párbeszéd kidolgozatlanságát. Ugyanakkor a térhatású technika (a Robert V. Bernier által kifejlesztett SpaceVision eljárásról van szó) olyan beállításokat és látószögeket kívánt meg, melyek idegenek voltak az amerikai rendező stílusától, és amelyek Margheriti közreműködésére utalnak. A Joe Dallesandro által megformált Nicholas viszont pontosan olyan figura, mint amilyeneket Morrissey korábbi alkotásaiban játszott a színész: Nicholas éppúgy a vágyak kiszolgáltatott tárgya (esetünkben barátjáé, egy korosabb prostituálté, illetve a bárónőé), mint a Dallesandro által játszott bármelyik szereplő a Flesh – Trash – Heat trilógiában. Morrissey egyébként elismerően nyilatkozott az olasz stáb szakértelméről, különösen Enrico Job díszleteivel és Carlo Rambaldi trükkjeivel volt nagyon elégedett.

## Főszereplők
- Joe Dallesandro (Nicholas, a lovászfiú)
- Monique van Vooren (Katrin Frankenstein bárónő)
- Udo Kier (Frankenstein báró)
- Arno Juerging (Otto, a báró segédje)
- Dalila Di Lazzaro (női szörny)
- Srdjan Zelenovic (Sacha / férfi szörny)
- Nicoletta Elmi (Monica, a báró lánya)
- Marco Liofredi (Erik, a báró fia)
- Liu Bosisio (Olga, a cselédlány)
- Fiorella Masselli (kövér prostituált)
- Cristina Gaioni (Nicholas barátnője)
- Rosita Torosh (Sonia, prostituált)
- Carla Mancini (földműves)
- Imelde Marani (szőke prostituált)
- Miomir Aleksic (a másik férfi szörny) (nem szerepel a stáblistán)